# 王世泰

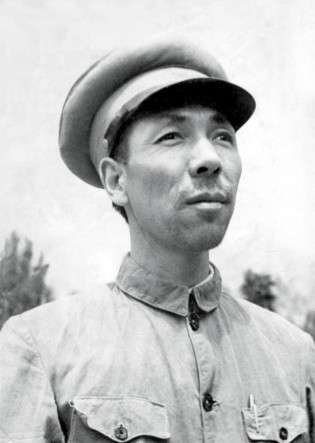

王世泰（1910年3月17日—2008年3月14日），陕西洛川人，中国人民解放军将领、中华人民共和国政治人物。

## 生平
1930年冬，王世泰参加刘志丹领导的游击队，先后任战士、副班长、班长。1932年12月，参与创建了陕甘革命根据地并任红26军红二团团长。1933年，改任42师红三团团长。1937年，任陕甘宁边区庆环军分区保安司令部司令、副司令员、司令员。1945年，任关中军分区司令员、陕甘宁晋绥联防军副司令员、代司令员。1947年1月，任西北野战军第四纵队司令员。1948年，先后任第一野战军第四军军长、第二兵团政委。率部参加宜瓦战役、陕中战役、扶眉战役、兰州战役等，但在西府战役中应承担一定责任。
1949年11月任甘肃行政专员公署主任。1950年，任甘肃省人民政府副主席，省军区司令员。1952年，任铁道部副部长。1958年，任国家计划委员会副主任。1961年，任甘肃省委书记处书记、省政协主席。1977年8月任省政协主席。1979年12月任甘肃省委常委、省第五届人大常委会主任。离休后长居海南。但对甘肃工作仍寄予厚望。
王世泰是中共七、八、十二、十三、十四、十五、十六大代表，十七大特邀代表，第八届中央候补委员，第十一届中央委员；中共十二大、十三大相继当选为中顾委委员；第一至六届全国人大代表，第一、二届全国人大国防委员会委员，第二至四届全国人大常委会委员。
2008年3月14日在海口病逝，享年98岁。